# Pennebo naturreservat
Pennebo är ett naturreservat i Hasslövs socken i Laholms kommun i Halland.
Reservatet är beläget på Hallandsåsen. Det är skyddat sedan år 2000 och 35 hektar stort.

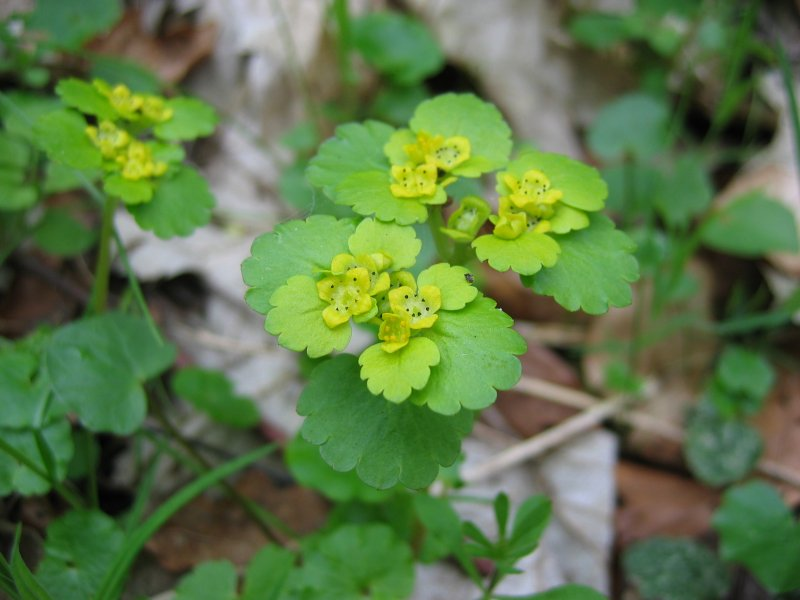
Gullpudra

Här kan man se spår efter hur man tidigare brukat markerna vid Pennebo. Stengärdesgårdar och odlingsrösen finns bevarade. Det finns även spår efter bebyggelse. Ängarna och betesmarkerna har ersatts av variationsrik skog. Inne i lövskogen står gamla vidkroniga ekar och askar. I sumpskogen står flera av alarna på så kallade socklar, ett förstärkt rotsystem. I området växer den vårblommande gullpudran.
I reservatets absoluta närhet går vandringsleden, Skåneleden och här ligger även Hallandsåsens högsta punkt, Högalteknall med sina 226 meter över havet.

## Källa
- Pennebo, Länsstyrelsen i Hallands län

1. 1 2 3 4 5  Skyddade områden, naturreservat, 18 december 2015, läs onlineläs online, läst: 20 januari 2017.[källa från Wikidata]
2. ↑  Skyddade områden, naturreservat, 25 februari 2020, läs onlineläs online, läst: 25 februari 2020.[källa från Wikidata]